# Karin Smirnoff (ur. 1964)
Karin Smirnoff (ur. 24 września 1964 w Umeå) – szwedzka pisarka.

## Życiorys
Karin Smirnoff urodziła się w Umeå, ale w dzieciństwie przeprowadziła się w region Sztokholmu. Jako dwudziestolatka wróciła do Västerbotten, by potem mieszkać 10 lat w Skanii, wiele lat w Paryżu, i w końcu osiedlić się w położonym na północy Szwecji Piteå. 
Smirnoff przez wiele lat prowadziła własną firmę, pracowała także jako dziennikarka, fotograf i specjalista ds. marketingu. Studiowała kreatywne pisanie, w latach 1994-1995 na Uniwersytecie w Umeå, a 2017-2019 na Uniwersytecie w Lund.  
Pisała od dziecka. Na początku głównie wiersze i opowiadania. W wywiadzie mówi: Pisanie brało się ze swego rodzaju wewnętrznej potrzeby – musiałam pisać, żeby zrozumieć, dlaczego robię pewne rzeczy i co one takiego znaczą. A później, kiedy pracowałam jako dziennikarka, stało się to też formą zarobkowania. Najpierw pisałam do gazet na tematy ogólne, a później zaczęłam pisać dla prasy branżowej. Nie było to może aż tak pasjonujące, ale lepiej płatne. 
W 2018 roku wydała debiutancką powieść, pierwszą część trylogii, Jag for ner till bror (pol. Pojechałam do brata na południe). Pierwszy rozdział powieści to tekst, który trzeba było dołączyć do podania na dwuletni kurs pisania na Uniwersytecie w Lund. Rozgrywająca się na szwedzkiej prowincji historia o Janie Kippo, napisana dialektem, zebrała bardzo pozytywne recenzje, jak również otrzymała nominację do Nagrody Augusta 2018, a także została uznana za najlepszą szwedzką powieść 2018 roku przez szwedzkie Stowarzyszenie Księgarzy (Svenska Bokhandelsmedhjälpare-föreningen, BMF). Druga części serii, Vi for upp med mor (pol. Jedziemy z matką na północ) wyszła w 2019 roku, a ostatnia, Sen for jag hem (pol. Potem wracam do domu) w 2020 roku. W listopadzie 2022 ukazała się jej powieść kryminalna Havsörnens skrik, siódma z kolei w serii Millennium, zapoczątkowanej przez Stiega Larssona. 

## Dzieła
- Pojechałam do brata na południe. Wydawnictwo Poznańskie 2022 (Jag for ner till bror: roman. Stockholm: Polaris, 2018).
- Jedziemy z matką na północ. Wydawnictwo Poznańskie 2023 (Vi for upp med mor: roman. Stockholm: Polaris, 2019).
- Wracam do domu. Wydawnictwo Poznańskie 2024 (Sen for jag hem: roman. Stockholm: Polaris, 2020).
- Sockerormen. Stockholm: Polaris, 2021.
- Krzyk orła, Wydawnictwo Czarna Owca, Warszawa 2023, ISBN 978-83-8252-929-6 (Havsörnens skrik. Stockholm: Polaris, 2022).

## Nagrody i wyróżnienia
- 2020 – Stypendium Ilony Kohrtz przyznawane przez Akademię Szwedzką[6]
- 2020 – Nagroda Stiga Sjödina
- 2020 – Nagroda Literacka dziennika Svenska Dagbladet[7]